# Michael Hansen (deputeret)
 Der er flere personer med dette navn, se Michael Hansen.
Michael Hansen (døbt 11. juli 1762 i Humble på Langeland – 6. april 1844 i København) var en dansk kancellideputeret.
Han fødtes på Langeland, blev privat dimitteret 1784, juridisk kandidat 1789, kopist i Danske Kancelli 1792, kancellist sammesteds 1797, departementssekretær og chef for 2. departements ekspeditionskontor 1804, assessor i Kancelliet 1812, deputeret og chef for brandforsikringssagerne 1826, tillige decisor for landmilitssagerne 1834 og entledigedes med ventepenge ved udgangen af året 1840. Han blev 1842 justitsdirektør ad interim ved Tallotteriet, 1843 virkelig justitsdirektør. 1828-31, 1833-34, 1836 og fra 1838 var Michael Hansen ekstraordinær assessor i Højesteret og blev 1839 tilforordnet i Det kgl. octroierede Brandassurancekompagni for Varer og Effekter. Han døde i København 6. april 1844. I året 1799 fik han titel af kancellisekretær, 1807 af kancelliråd, 1809 af justitsråd, 1816 af etatsråd og 1840 af konferensråd og blev 1. august 1829 Ridder af Dannebrog.
På alle stadier af hans lange embedsvirksomhed fremhæves hans udmærkede duelighed, flid og nøjagtighed, hans indgående kendskab til forretningerne i Kancelliet og hans ypperlige hukommelse, der i en lang årrække gjorde ham til en væsentlig bærer af traditionen i det Danske Kancelli.